# Santuario de la Virgen de Arrate
El Santuario de la Virgen de Arrate está situado en el monte Arrate, a 556 m de altitud sobre la ciudad de Éibar (Guipúzcoa), en el País Vasco, España. Su actual estructura data del siglo XVII y alberga una imagen gótica, datada en el siglo XIV y diversos lienzos del pintor Ignacio Zuloaga. En las inmediaciones del santuario se localizan otras estructuras pertenecientes al complejo turístico del monte.  Fue declarado de Bien de Interés Cultural el 17 de octubre de 1997.La festividad de Nuestra Señora de Arrate se celebra el 8 de septiembre.

## El Santuario

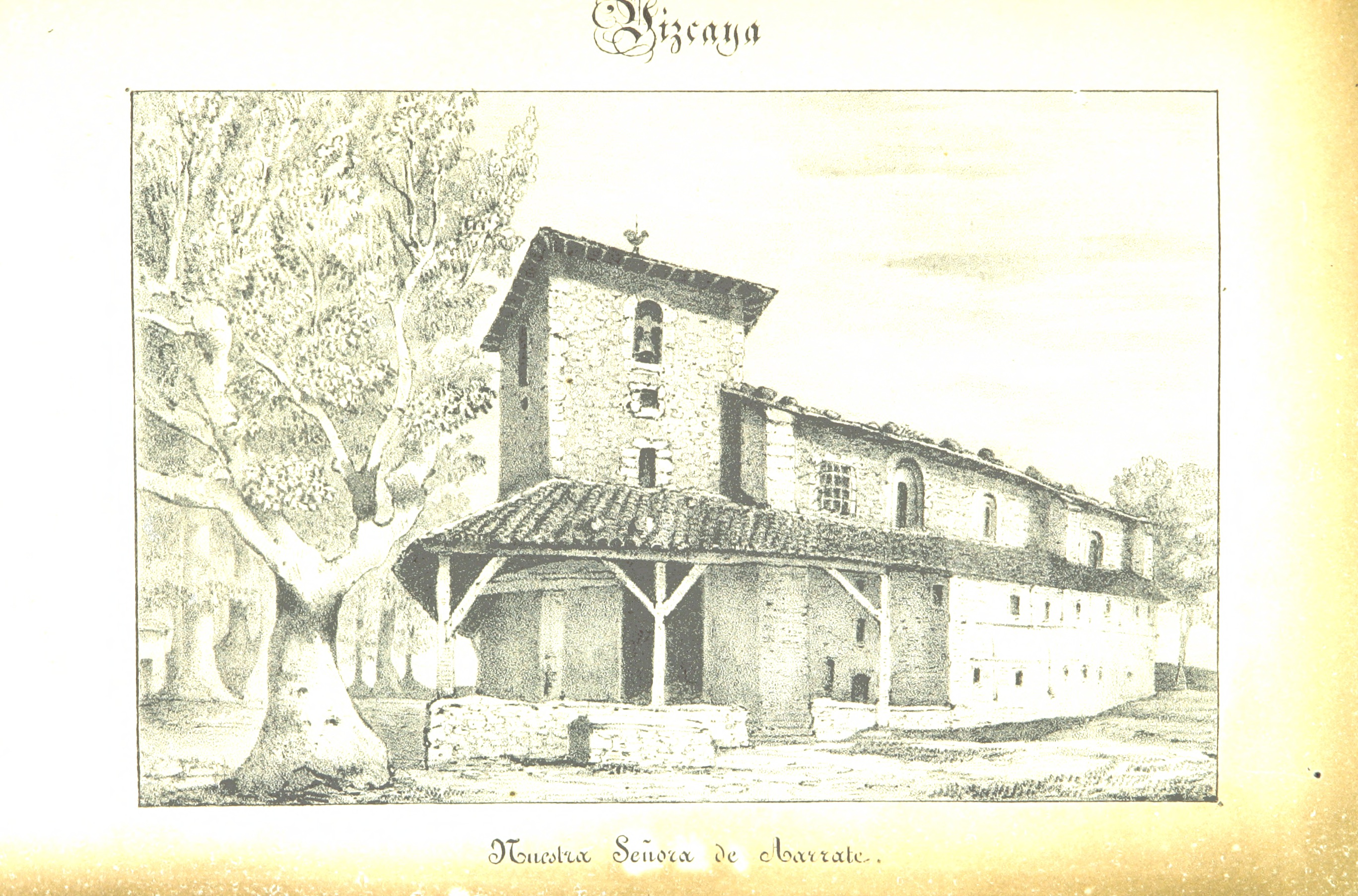
Vista del santuario en la primera mitad del

La virgen de Arrate es representativa del misterio de la Purísima Concepción y recibe culto desde la segunda mitad del siglo XI  siendo la imagen de la virgen de principios del siglo XIV. Antiguamente era uno de los puntos de descanso de los peregrinos que recorrían el Camino de Santiago. Las primeras noticias documentadas del santuario datan de 1498, y se localizan en documentación referente a los montes comunales de la zona, en la que se hace alusión a la Virgen de Arrate, aunque hay referencias del mismo desde el siglo XIII. El edificio actual pertenece al siglo XVII y fue construido en varias partes. Consta de una sola nave rectangular orientada al este con ábside poligonal y contrafuertes de estilo gótico. La nave está cubierta  con una bóveda artesonada de madera, en bóveda de cañón generada por la proyección de un arco rectilíneo. , realizada en el siglo XVI, de la que cuelga un exvoto marinero en forma de pequeño barco que data de 1798. Cierra la nave una reja de hierro, de estilo barroco. 
A los pies de la nave, centrada y adosada a la misma, se levanta la torre cuadrada que descansa en cuadro arcos de medio punto realizados en sillería. Los muros están sujetos por potentes contrafuertes y la estructura de la torre queda rodeada por un gran pórtico. junto a la entrada hay  aguabenditera gótica en la entrada proveniente de un edificio anterior.
En el interior se puede contemplar el altar mayor, enmarcado por cuatro columnas salomónicas y presidido por la Virgen de Arrate, de estilo gótico, que pertenece a principios del siglo XIV. A ambos lados de la imagen se sitúan cuatro lienzos del pintor eibarrés Ignacio Zuloaga, que fueron donados por su autor a principios del siglo XX e insertados en el altar en 1904. Sobre la virgen, y coronando el conjunto, se halla una pintura mural de estilo renacentista, presentada como fondo de un Cristo crucificado realizado en madera de coral-mexicano, con caña de maíz que rellena la madera y envuelto con papel especial propio de México.
La bóveda de madera se realizó entre los años 1577 y 1583 siendo la primera obra renacentista de este tipo que se desliga claramente de la tradición de la bóveda de crucería gótica. Está formada por sesenta fajones en forma de  arco carpanel (que consta de varias porciones de circunferencia tangentes entre sí y trazadas desde distintos centros) formados por tres o cinco piezas empalmadas entre sí que conforman una  techumbre de casetones regulares. La estructura se comporta como si fuese un forjado plano cuyos solivos se curvaran en los extremos buscando apoyo en un estribo moldurado que apea sobre ménsulas clásicas de voluta. Entre los solivos las calles se cubren con casetones de tabla con cinta y saetín policromados con labor de menado en blanco. El presbiterio está cubierto por una bóveda de horno cubierta mediante un falso cortinaje realizado en marquetería rococó dorada y policromada que se apoya en seis viguetas. Enmarca perfectamente  el espacio destinado al altar mayor en una escenografía barroca poco habitual.

### El retablo
El esquema del retablo que ocupa el altar mayor no corresponde a los típicos de los retablos de la época. Es un retablo barroco que consta de banco, un único cuerpo que se extiende a ambos lados en los que se han insertado los cuadros de Zuluaga, dejando el centro para el camarín de la virgen. El banco está formado por ménsulas que, sobre un fondo marmolizado, se adornan con una rica decoración de follaje y una placa vegetal en el centro. Sobre las ménsulas se apoyan las columnas salomónicas que dan paso al único cuerpo. estas columnas son de orden compuesto adornadas con vides que caen a netos rectos a los lados. Los lienzos están rodados por sendos marcos rematado por florón vegetal. En el ático se ubica el calvario que está enmarcado por dos columnas salomónicas y machones con pinjantes en su frente. El centro está ocupado por un crucificado sobre una pintura mural renacentista en la que se representa, complementando al crucificado, a María Magdalena al pie de la cruz, junto a María y a San Juan a los lados sobre un fondo paisajístico donde alguno de los elementos recuerdan a una evocación de pueblo de Éibar. Esta pintura fue cubierta en el siglo XVII por un lienzo con el mismo motivo donde solo figuraban María y san Juan, el lienzo se retiró en 1973 a la vez que se recuperaba la pintura anterior.
El conjunto del calvario, formado por el cristo y la pintura, queda delimitado por  una cruz latina de unos 3,10 x 2,75 metros sin crucifijo en torno a la cual se muestran tres figuras sobre un paisaje de fondo y sobre la se ubica la cruz con Cristo crucificado. Las figuras, de color y volúmenes bien tratados, muestran a María, la madre de Cristo, a la derecha de la cruz en actitud serena y en pose estática secando sus lágrimas con la tela con la que está tocada. A la izquierda de la cruz se halla San Juan en una pose hierática e impenetrable en una actitud orante. Tiene el pelo largo y rizado que cae sobre los hombros que están cubiertos por una capa que se pliega bajo los codos cae hasta los pies descalzos. A los pies de la cruz se halla arrodillada María Magdalena mirando a Cristo mientras con sus manos agarra la cruz. Sus cabellos lisos llegan por debajo de la cintura cubriendo la capa  desprendida de los hombros y sujetada por la pierna izquierda que, doblada en ángulo recto, presiona sobre la cruz desde atrás. En el fondo se ve una población con dos torres cuya altura no rebasa la cabeza de María Magdalena y más atrás, en segundo plano, montes. En el centro, sobre la cruz, la imagen de Cristo crucificado realizada en  madera de coral-mexicano, con caña de maíz que rellena la madera y envuelto con papel traído de México.

## La Virgen de Arrate

### Leyenda

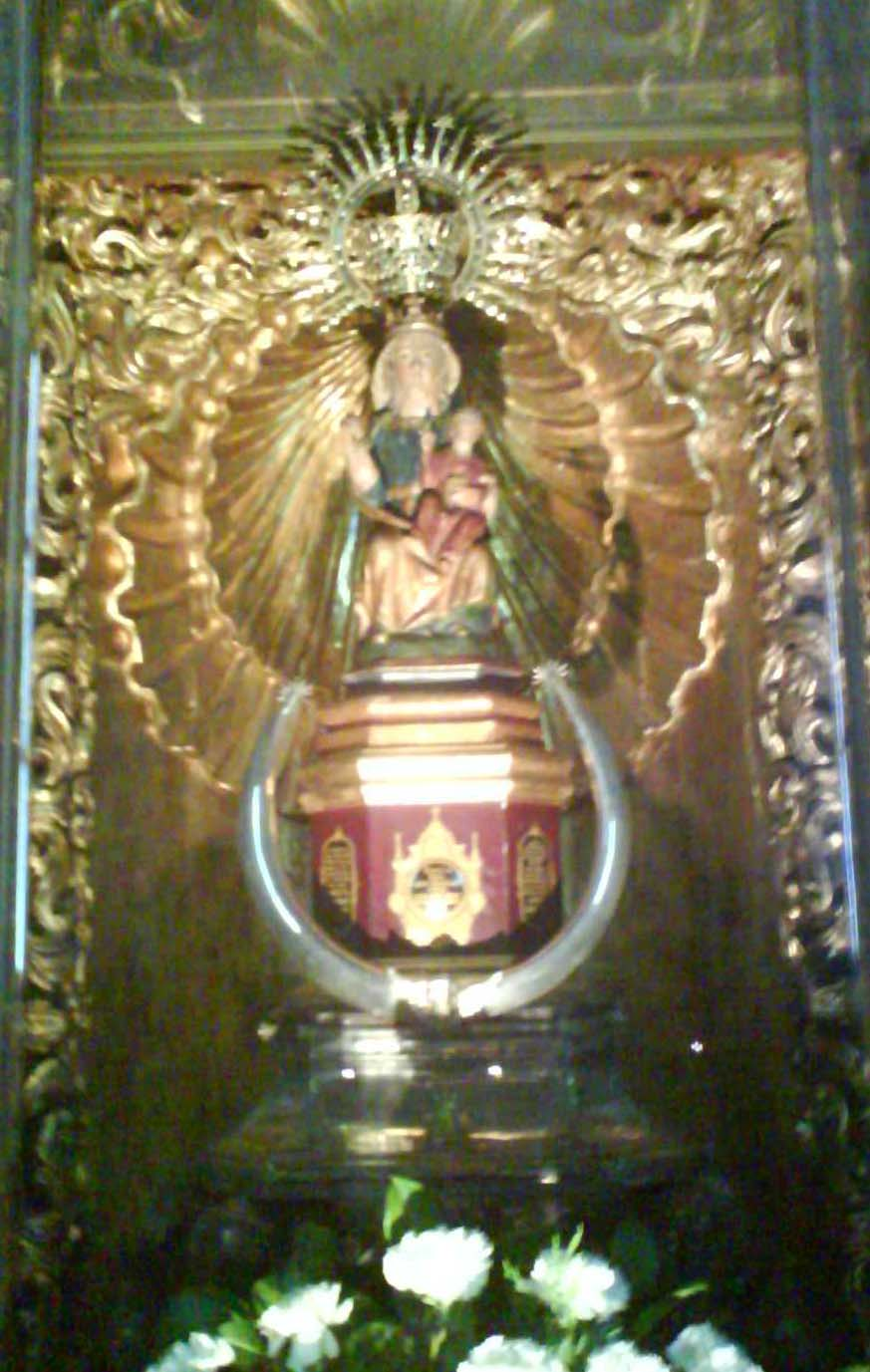
Virgen de Arrate en su retablo.

Como en el caso de otras advocaciones marianas, la Virgen de Arrate posee su propia leyenda. Según ésta, se apareció a un pastor y los habitantes decidieron erigir una basílica en su honor. Por la situación geográfica del monte, alejado del núcleo urbano, se decidió construir la iglesia en Azitain, lugar más apropiado, pero cuando habían comenzado las obras, una noche la Virgen se apareció en forma de ángel y trasladó todos los materiales de construcción desde Azitain hasta Arrate, ayudada por unos bueyes y haciendo tres paradas durante el camino, conocidos como los Pasos de la Virgen de Arrate, que actualmente están señalados con tres pequeños humilladeros. La misma leyenda narra que una mujer escuchó ruidos aquella noche, y vio una luz resplandeciente, y quiso ver a través de la cerradura de su casa lo que ocurría: vio a la virgen trasladar la fábrica de la obra, y su curiosidad le costó la vista de aquel ojo.
La leyenda de acarreos de la construcción en las iglesias marianas es muy común en el país y tienen relación con Mari y otros ritos precristianos.

### Descripción
La imagen data de finales del siglo XIII o principios del XIV, por lo que está realizada durante la transición del románico al gótico, y es la única imagen anterior al siglo XVI que lleva la advocación de la Inmaculada Concepción.
Se trata de una talla de madera policromada que presenta a la Virgen María con un niño sentado sobre su halda que porta un libro en su mano derecha, mientras que con la izquierda bendice. La Virgen contiene en su mano derecha un fruto, y la talla presenta un vaciado en su parte trasera. A partir del siglo XVIII, con la moda de vestir a las imágenes, la talla fue alterada, cambiando la posición del niño y la mano derecha de la imagen.
A finales del año 2007, y a causa del deterioro que sufría la pieza, y principalmente su policromía, fue restaurada por completo a cargo del Ayuntamiento de Éibar, y fue presentada nuevamente al público el 2 de mayo de 2008. El trabajo fue realizado por Carmen Martín en la localidad de Mondragón, y a pesar de que no se pudo recuperar la policromía original se llevó a cabo un proceso de reintegración cromática y protección de los restos de pintura. También se trabajó en la consolidación del soporte y otros elementos sueltos o mal colocados, así como en la limpieza y eliminación de repintados posteriores.

### Fiesta y devoción

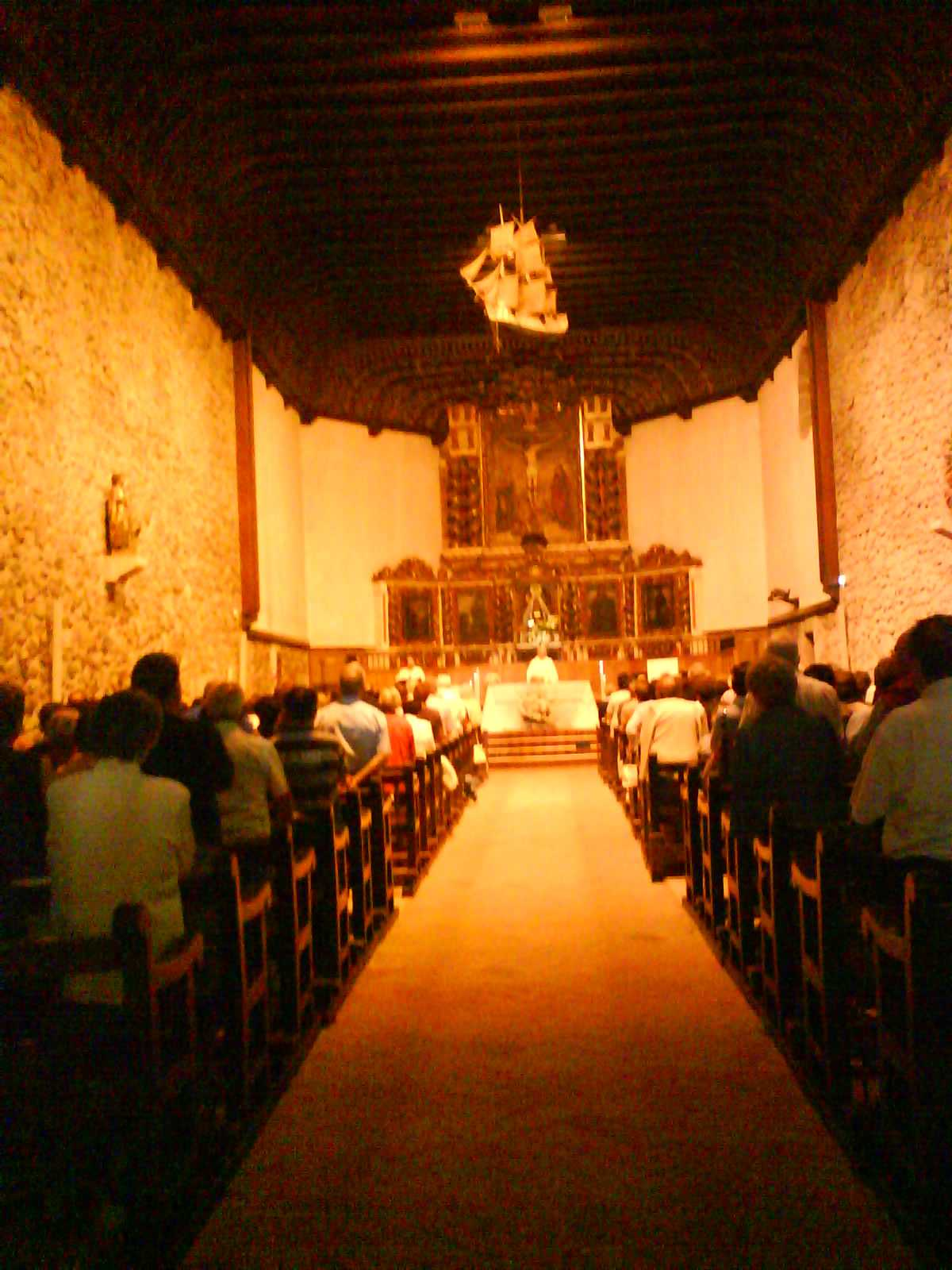
Misa en el interior del Santuario de la Virgen de Arrate.

La devoción a esta imagen está muy extendida por todo el País Vasco, y en su ciudad, Éibar, su celebración es todo un acto social y multitudinario. Se estima que la veneración a la Virgen de Arrate, que evoca el misterio de la Purísima, se realiza desde la segunda mitad del siglo XIII.
Primitivamente su fiesta se celebraba el 8 de diciembre, pero ya en 1563, el papa Pío IV concedió a la Cofradía de la Concepción de la Virgen de Arrate poder para trasladar la fiesta en honor de la virgen al 8 de septiembre, fecha en que se celebra en la actualidad. El programa de fiestas incluye, además de los actos religiosos, conciertos de rock, concursos de bailes típico (baile "al suelto"), pruebas de deporte rural vasco, alarde de danzas vascas, concursos de bersolaris, etc. El fin de semana siguiente se realiza la repetición de fiestas. La afluencia de gente suele ser muy alta.
En 1927 y con motivo de la creación de la primera asociación de los txistularis, la imagen es nombrada su patrona. Un año más tarde, el 25 de abril, Pío XI proclama a la virgen patrona de Éibar, y al año siguiente se decretó su coronación canónica. También es considerada patrona de Elgóibar.
El himno en su honor, titulado en euskera "Arrateko Ama" ("Madre de Arrate" en castellano) fue creado en 1933. La letra la compuso el párroco de Éibar Policarpo Larrañaga Aranguren y lo musicó  Juan Bautista Gisasola. La versión original ha sufrido varios cambios y se ha simplificado. Dice:

En euskera:
Arrateko Ama, gure zaindari onena
gure herri dana hartu eta zaindu, Ama.

Zure semeak eskerrak iritsi dagiguz
danok zerura juan gaitezen, Ama, egizu.
En castellano:
Madre de Arrate, nuestra mejor cuidadora
coge a todo nuestro pueblo y cuídalo, Madre.

Tus hijos te damos gracias
haz por que todos vayamos al Cielo, Madre hazlo.
 (Música de J.B. Gisasola)

La corona que usa habitualmente la imagen fue donada en 1548 y en la nave hay un exvoto marinero data de 1798.

## La hospedería
Desde 1508 funcionó en Éibar un hospital de peregrinos que usaba el nombre de "Cofradía de Nuestra Señora de Arrate". En 1836 la desamortización de Mendizábal expropia y vende un edificio adosado en un lateral del templo que servía de  hostería donde también se atendía a los peregrinos que iban camino de Santiago, que pasó a ser el caserío  Partxua que se derribó en las obras de 1973.
En el año 2014 Arrate se destaca como un lugar de ocio, que junto a los espacios de Kalamua, Akondia e Ixua conforman una amplia zona de esparcimiento con varios establecimientos hosteleros como el restaurante Kantabria, el denominado Tiro-Pichón, por encontrarse ahí un campo dedicado a esta competición, con restaurante y bar.
El 4 de julio de 2018 en las instalaciones del hasta entonces hotel Klabelin, propiedad de la diócesis de Guipúzcoa, se instalan una decena de monjas de la Orden de las Carmelitas Samaritanas.

## Los pasos de la virgen
De las diferentes rutas existentes para subir al santuario de Arrate el más tradicional es el de los pasos de la virgen. Una ruta que saliendo de Acitain sube por todo Arrate Valle hasta el santuario y en la que hay tres pequeñas construcciones que hacen de humilladeros, también conocidos como "santutxus". La ruta es:
Saliendo de la iglesia de Acitain llegamos a la rotonda que ordena el tráfico en ese punto y al lado de la entrada al polígono industrial está el primer cartel indicativo del camino a seguir. Emprendemos la ruta internándonos en el polígono y yendo hacia la derecha; solo nos queda seguir las marcas y realizar las paradas en cada una de las estaciones marcadas. En esta ruta hay tres humilladeros o Santutxus, pequeñas construcciones dedicadas a la virgen o a algún santo, desde Acitain encontramos el primero de ellos nada más pasar el caserío de Sumendiagagoikua, poco antes de llegar al bar Asolaberri bolotokia. poco más arriba encontramos el segundo Santutxu,  Lezeta Abeletxe poco después del caserío del mismo nombre. El tercero, ya a espaldas de la cruz, es el Pagua-Abeletxe, cerca de la  fuente Zestero-iturri antes de llegar al caserío que le da nombre.